# Thanatophilus lapponicus
Thanatophilus lapponicus es una especie de escarabajo carroñero del género Thanatophilus, categorizada en la tribu Silphini, de la subfamilia Silphinae. Fue descrita por Herbst en 1793.

## Distribución
Se distribuye por Europa: Finlandia, Islandia, Noruega, Rusia, Suecia y América del Norte: Canadá (Alberta, Nunavut, Ontario, Saskatchewan), Estados Unidos de América (Alaska, California, Colorado, Illinois, Montana, Nebraska, Nuevo México, Oregón, Washington y Wisconsin).